# Anthanassa otanes
Anthanassa otanes är en fjärilsart som beskrevs av William Chapman Hewitson 1864. Anthanassa otanes ingår i släktet Anthanassa och familjen praktfjärilar. Inga underarter finns listade i Catalogue of Life.

## Bildgalleri

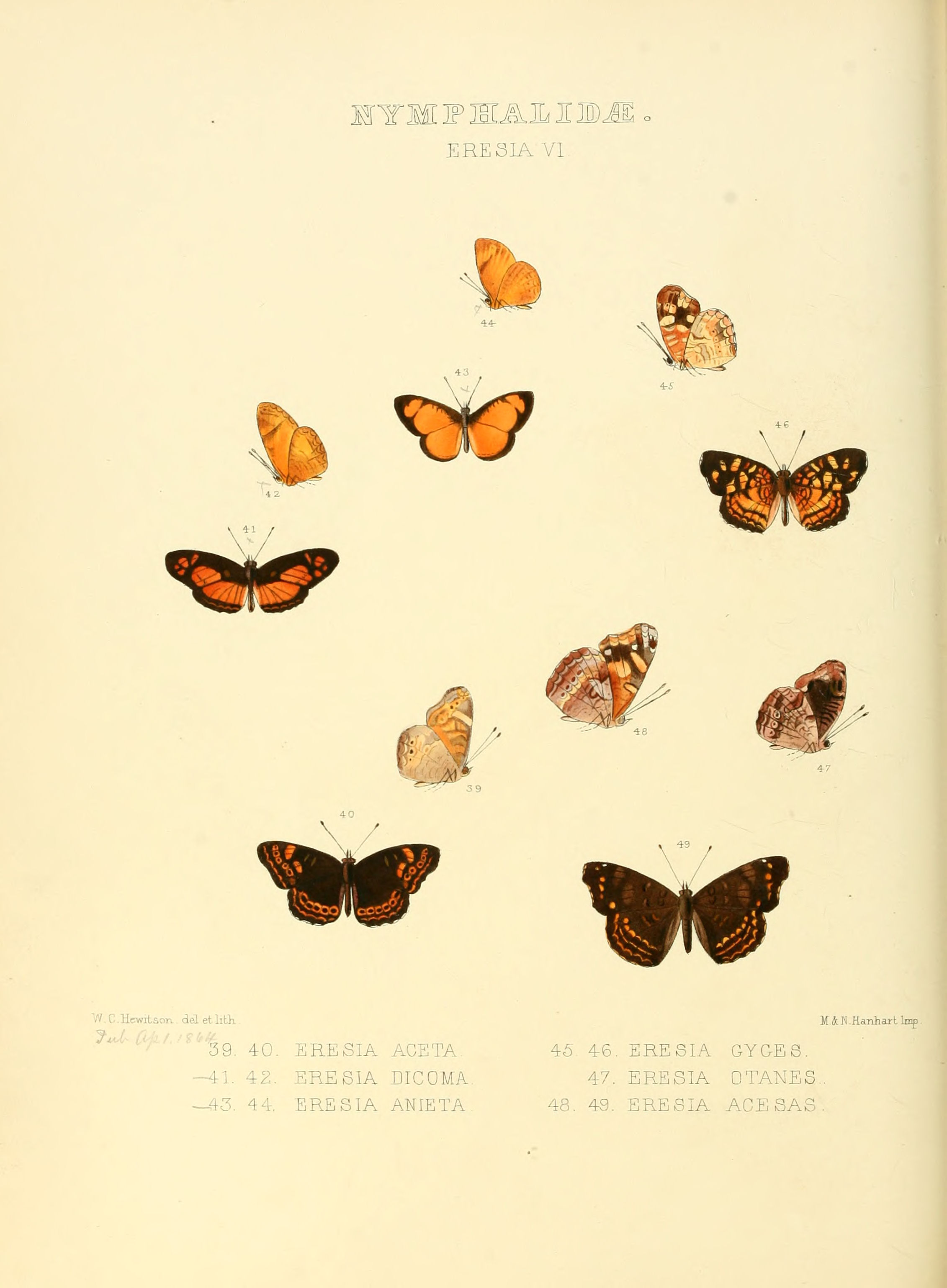